# Megalastrum aripense
Megalastrum aripense är en träjonväxtart som först beskrevs av Carl Frederik Albert Christensen och Maxon, och fick sitt nu gällande namn av Alan Reid Smith och R. C. Moran. Megalastrum aripense ingår i släktet Megalastrum och familjen Dryopteridaceae. Inga underarter finns listade.